# Salomé Botello
Salomé Botello Garza (Villaldama, 2 de noviembre de 1875 - Monterrey, 2 de agosto de 1949) fue un abogado y político mexicano que ocupó la gubernatura de Nuevo León tras la renuncia del general Jerónimo Treviño, ejerciendo el cargo durante el período presidencial de Victoriano Huerta. Se vio obligado a partir al exilio tras el avance de los constitucionalistas, para después regresar a Nuevo León, donde murió.

## Inicios
Nació en Villaldama, Nuevo León, el 2 de noviembre de 1875, siendo hijo de don Salomé Botello Villarreal y de doña Adelaida Garza Peña. Realizó sus estudios de derecho en la Escuela Nacional de Jurisprudencia en la capital de la República y en 1902 se tituló como abogado.
Posteriormente se trasladó a Europa donde permaneció dos años. A su regreso a México, Salomé Botello fue aprehendido y encarcelado en el presidio de Belén, en represalia por sus colaboraciones publicadas en el periódico La Protesta durante la campaña que auspició Rodolfo Reyes contra José Yves Limantour, para contrarrestar los ataques al general Bernardo Reyes.
Una vez puesto en libertad, se dirigió a Monterrey y ejerció su profesión, asesorando jurídicamente a varias empresas. También se desempeñó como profesor en el Colegio Civil, ocupando la cátedra de ética, e impartiendo otras materias en la Escuela de Jurisprudencia de Nuevo León. Incluso llegó a destacar en la masonería. En 1909 el licenciado Botello fue elegido diputado de la XXXVI Legislatura local y, dos años más tarde fungió como síndico del Ayuntamiento de Monterrey. Al año siguiente, en 1912, Botello fue miembro fundador del Partido Liberal en la entidad.

## Elección de gobernador de Nuevo León
Tras el golpe de Estado de Victoriano Huerta, Botello renunció al cargo de síndico del Ayuntamiento ya que Rodolfo Reyes, ministro de Industria, lo propuso para gobernador del estado. El general Emiliano Lojero, jefe de la 3a. Zona Militar, se presentó ante el Congreso Local y dijo que Huerta vería con agrado que, al designar gobernador, tuviesen presente al lic. Botello Garza. Sin embargo, el presidente del Congreso Generoso Garza, se resistió a tal indicación y argumentó que los diputados harían causa común con el gobernador interino Jerónimo Treviño; por su parte, Lojero dio como plazo 24 horas para deliberar. 
Al día siguiente, y en vista de que la postura de los legisladores seguía siendo la misma, el comandante militar amenazó con presenciar el escrutinio y llevar ante el presidente a todo diputado que no votara por Salomé Botello. Finalmente los congresistas cedieron, y por decreto del 24 de marzo de 1913 lo nombraron gobernador constitucional interino, admitiendo la "renuncia" de Jerónimo Treviño.

## Administración
Durante el mandato de Salomé Botello, Monterrey sufrió dos embates de las fuerzas carrancistas, además de enfrentar serios problemas financieros y de abasto de alimentos para la población; los primeros debido a los pocos recursos recaudados en los municipios, y los segundos provocados por sequías y por la misma situación revolucionaria.
Para resolver las dificultades, el gobernador Botello solicitó a los representantes de la Cámara de Comercio de Monterrey préstamos en efectivo, y a cambio otorgó amplios permisos de importación con exención de impuestos. El 20 de agosto, a unos días del primer intento constitucionalista por asaltar Monterrey (23 y 24 de octubre), Victoriano Huerta lo nombró coronel de caballería; a su vez, el ingeniero Genaro Dávila organizó la Defensa Social, grupo paramilitar integrado por jóvenes provenientes de clase media y acomodada.
Después del fracaso ofensivo de las huestes carrancistas, la situación en la ciudad se tornó alarmante, lo que obligó al gobernador a tomar medidas arbitrarias para sostener la milicia pública. Ante el amago continuo de los revolucionarios, el 14 de marzo de 1914 ordenó el toque de queda en el estado; el 8 de abril Victoriano Huerta, por medio de su ministro de Gobernación, dispuso impartir instrucción militar a todos los empleados estatales y federales durante tres horas a la semana. 
Antes, el 3 de febrero de 1914, Botello propuso, para crear recursos financieros, imponer un gravamen equitativo sobre herencias, derechos, donaciones y seguros de vida; restablecer el arbitrio sobre matrículas de los alumnos del Colegio Civil y de las escuelas de Medicina y Jurisprudencia, y un impuesto moderado sobre títulos o certificados expedidos por establecimientos particulares de enseñanza.
El 18 de febrero concibió un impuesto sobre pacificación (derecho adicional y extraordinario del 20 por ciento sobre todas las contribuciones estatales y municipales, que no gravó la patente federal), el cual tendría vigencia del 1 de marzo a junio, con posibilidades de extenderse como "subsidio de guerra". Reformó la Ley de Ingresos para cubrir necesidades y haberes de las tropas, así como en los ramos de administración, debido a la anarquía existente en los municipios, además cobró impuestos a los templos de cualquier culto que no estuviesen registrados.

## Renuncia y huida
Estos esfuerzos resultaron estériles ante la acometida de los revolucionarios, que en abril de 1914 vencieron la resistencia huertista. El 24 de abril el Ejército Federal se retiró de Monterrey, y con él Salomé Botello acompañado de por algunos miembros de su familia, gabinete y personas que participaron en la Defensa Social. El general Antonio I. Villarreal se instaló como comandante militar y gobernador de Nuevo León, y ese mismo día Botello fue nombrado general brigadier de caballerías auxiliares.
De Saltillo, Coahuila, se dirigió a la Ciudad de México, y el 10 de julio de 1914 Huerta lo designó secretario de Estado y del Despacho de Industria y Comercio; 10 días después solicitó licencia para separarse del ejército, causando baja el 24 de julio. Abandonó el país y se estableció en Nueva York, Estados Unidos, hasta 1915, y después en San Antonio, Texas. Durante ese tiempo sus fincas urbanas fueron incautadas, además de un taller de imprenta.
El 23 de octubre de 1916 el secretario de Hacienda, Luis Cabrera Lobato, intervino las minas Puerto Cacho, Dolores, Saturno, Milpillas, Porvenir, Victoria, Purísima y Perla, todas de su propiedad y localizadas en Villaldama.

## La "desaparición" del erario estatal
Antes de partir de Monterrey, el 8 de abril de 1914, el licenciado Botello determinó poner a salvo el erario estatal, pero de los fondos no se supo nada hasta su regreso en 1920. El 21 de febrero rindió un informe y calificó su actitud de "sincera y honesta para con el pueblo de Nuevo León". La suma ascendía a poco más de 250 mil pesos, de los que dejó bajo la custodia de Casa Milmo y Sucursales 188,783.42 pesos; en el Banco Mercantil de Monterrey dejó 25 mil; en vales de la Federación 30 mil y en metálico 6,628 pesos.
La suma del Banco Mercantil la utilizó el general Antonio I. Villarreal al hacerse cargo de la administración estatal en 1914; los vales federales se entregaron al jefe de las tropas huertistas para el pago de sus haberes y de la partida en metálico Botello pagó la segunda quincena de abril a sus colaboradores y demás empleados del estado; en Saltillo distribuyó dinero entre algunos miembros de la Defensa Social y otras personas que lo acompañaron.
Sobre lo que dejó depositado en la Casa Milmo, argumentó haber hecho un convenio verbal con la institución financiera a fin de que hicieran los movimientos administrativos necesarios para depositarlo en la Tesorería de la Federación; sin embargo, el dinero permaneció en la Casa Milmo y él guardó el pagaré que amparó la cantidad consignada.

## Regreso, vida privada y muerte
El 11 de marzo de 1920 el gobierno cesó la intervención en su casa, ocupada por una escuela de la cual se recaudaban 300 pesos mensuales de renta. El 26 de marzo, por acuerdo del gobernador José Eráclito Santos, sus propiedades fueron eximidas del 50 por ciento de las contribuciones estatales.
Se retiró de la vida pública para ejercer como consejero jurídico empresarial. El licenciado Salomé Botello Garza falleció en Monterrey el 2 de agosto de 1949. Fue sepultado en el Panteón del Carmen.